# Лінивка-чорнопер жовтодзьоба
Лінивка-чорнопер жовтодзьоба (Monasa flavirostris) — вид дятлоподібних птахів родини лінивкових (Bucconidae).

## Поширення
Вид поширений в Колумбії, Еквадорі, Перу, на північному заході Болівії та крайнім заходом Бразилії. Живе у вологому лісі до 1400 м над рівнем моря.

## Спосіб життя
Птах полює великих комах, павуків, маленьких жаб і ящірок. Гніздиться в норі завдовжки до 50 см, яку викопує у піщаних ярах. Гніздова камера вкрита сухим листям. Самиця відкладає 2, рідше 3, яскраво-білих яєць. Обидві статі висиджують яйця і годують молодняк.